# Landsmannschaft Hansea auf dem Wels
Die Landsmannschaft im CC Hansea auf dem Wels zu München ist eine pflichtschlagende und farbentragende Studentenverbindung im Coburger Convent (CC). Sie vereinigt Studenten und ehemalige Studenten der Münchner Hochschulen in Freundschaft auf Lebenszeit. Die Mitglieder der Landsmannschaft werden „Hanseaten“ oder „Hansen“ genannt.

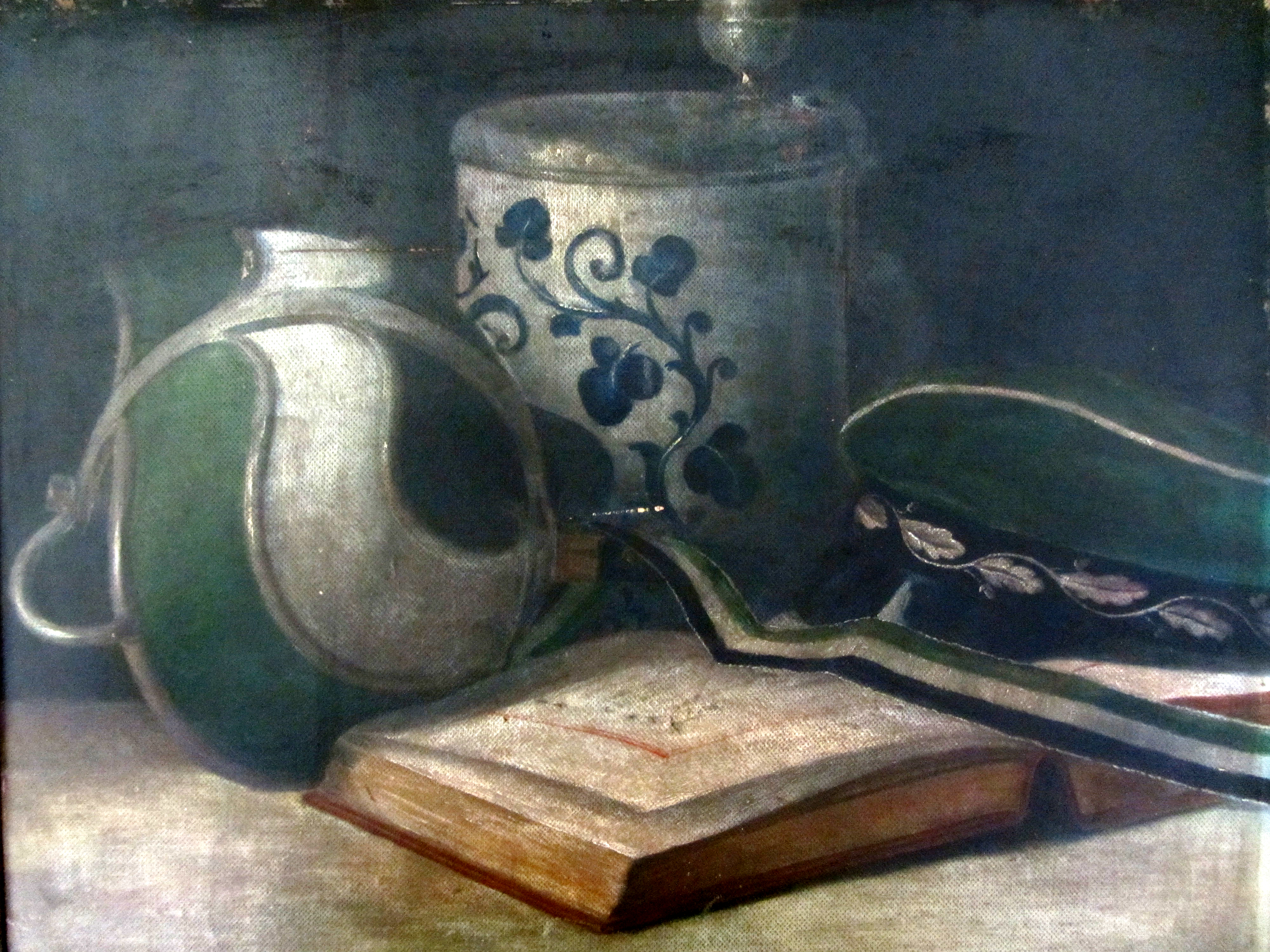
Couleur der Landsmannschaft Hansea auf dem Wels

## Geschichte

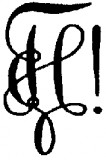
Zirkel der Hansea auf dem Wels

Die Landsmannschaft Hansea auf dem Wels ist durch den Zusammenschluss der drei Münchner Landsmannschaften Hannovera auf dem Wels, Hansea und Schyria entstanden.
Nach der Fusion der drei Landsmannschaften am 3. Februar 1951 übernahm die Landsmannschaft Hansea auf dem Wels die Farben von der Schyria, den Namen von der Hansea und den Namenszusatz der Hannovera auf dem Wels.
Als Gründungsdatum wird mit dem 17. Juli 1853 jenes der ältesten der drei Korporationen angesehen, nämlich das der Hannovera auf dem Wels, die an diesem Tag als Norddeutsche Studentengesellschaft auf dem Wels in Erlangen gegründet und unter diesem Datum anerkannt und behördlich registriert wurde.

### Hannovera auf dem Wels

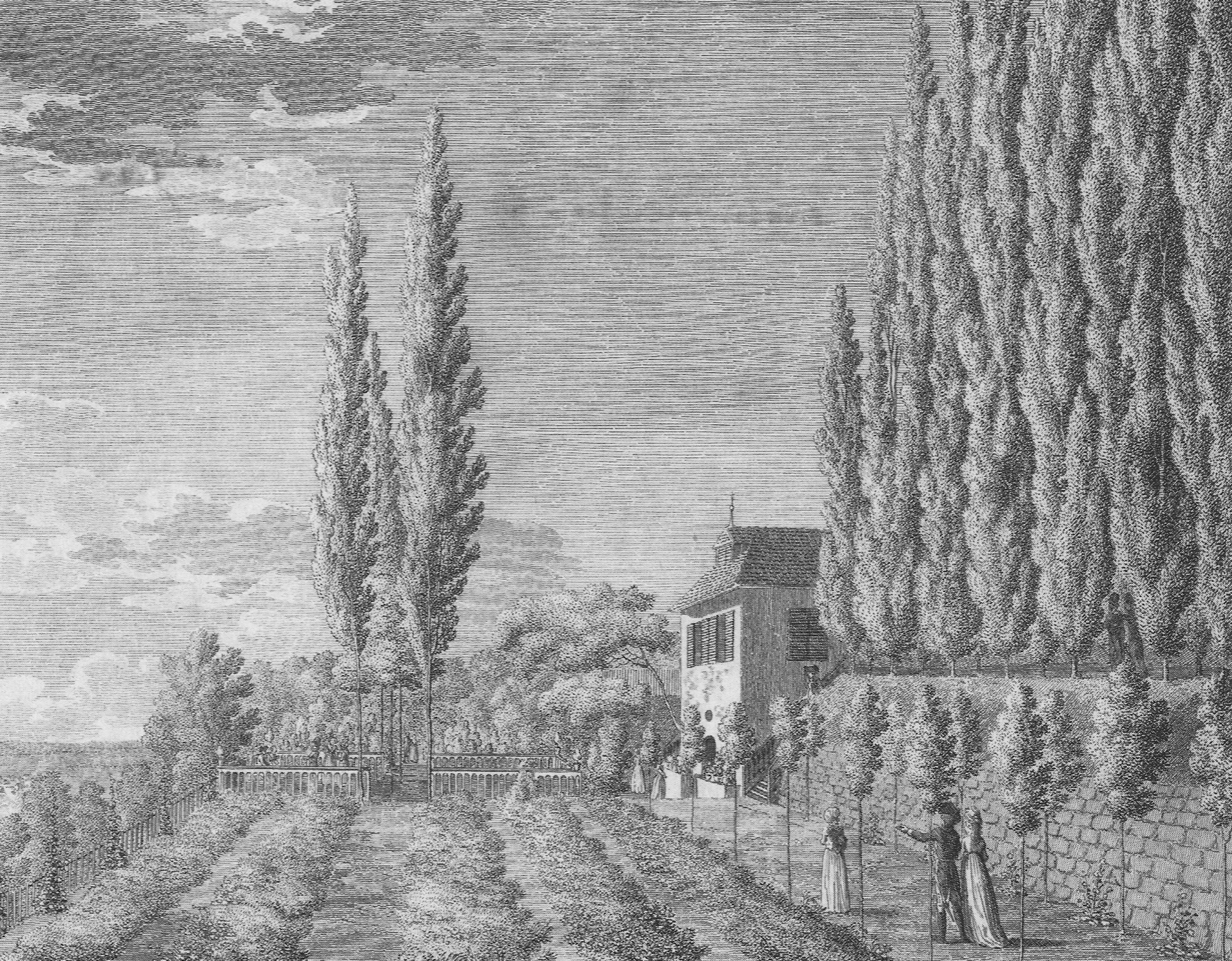
Der Welsgarten auf dem Erlanger Burgberg, 1797

Der Namenszusatz „auf dem Wels“ rührt von dem fürstlich Thurn & Taxischen Hofkammerrat und Postmeister Johann Heinrich Wels. Diesem wurde 1798 die Konzession erteilt, auf dem Burgberg bei Erlangen ein Etablissement mit Schankrecht zu errichten. Dort trafen sich von da an norddeutsche Studenten, die den Vorläufer der Hannovera auf dem Wels bildeten.
Ein loser Zusammenschluss norddeutscher Studenten in Erlangen wurde im selben Jahr erstmals erwähnt. Dieser führte zwar eigene Farben und Zirkel, setzte sich aber aus Mitgliedern verschiedener Landsmannschaften zusammen. Am 17. Juli 1853 gründete sich aus diesem Zusammenschluss heraus die behördlich registrierte Norddeutsche Studentengesellschaft auf dem Wels. Erst seitdem ist sie als eigenständige Korporation zu bezeichnen.
Die Norddeutsche Studentengesellschaft nahm ab 1882 die zunächst nicht öffentlich getragenen Farben Grün-Weiß-Rot an. Seit dem 23. Januar 1890 und der Annahme des Namens Hannovera auf dem Wels wurden diese zusammen mit grüner Mütze auch öffentlich getragen. Im Jahre 1895 musste der Bund vertagt werden, konnte aber am 19. Juli 1907 als Landsmannschaft im Coburger Landsmannschafter Convent (CLC) wieder aufgetan werden. Nach dem Ersten Weltkrieg nahm Hannovera auf dem Wels die ehemalige VC-Verbindung Lotharingia zu München auf.
Im Zuge des Verbots von Studentenverbindungen durch das NS-Regime musste Hannovera auf dem Wels im Jahre 1936 suspendieren.

### Hansea

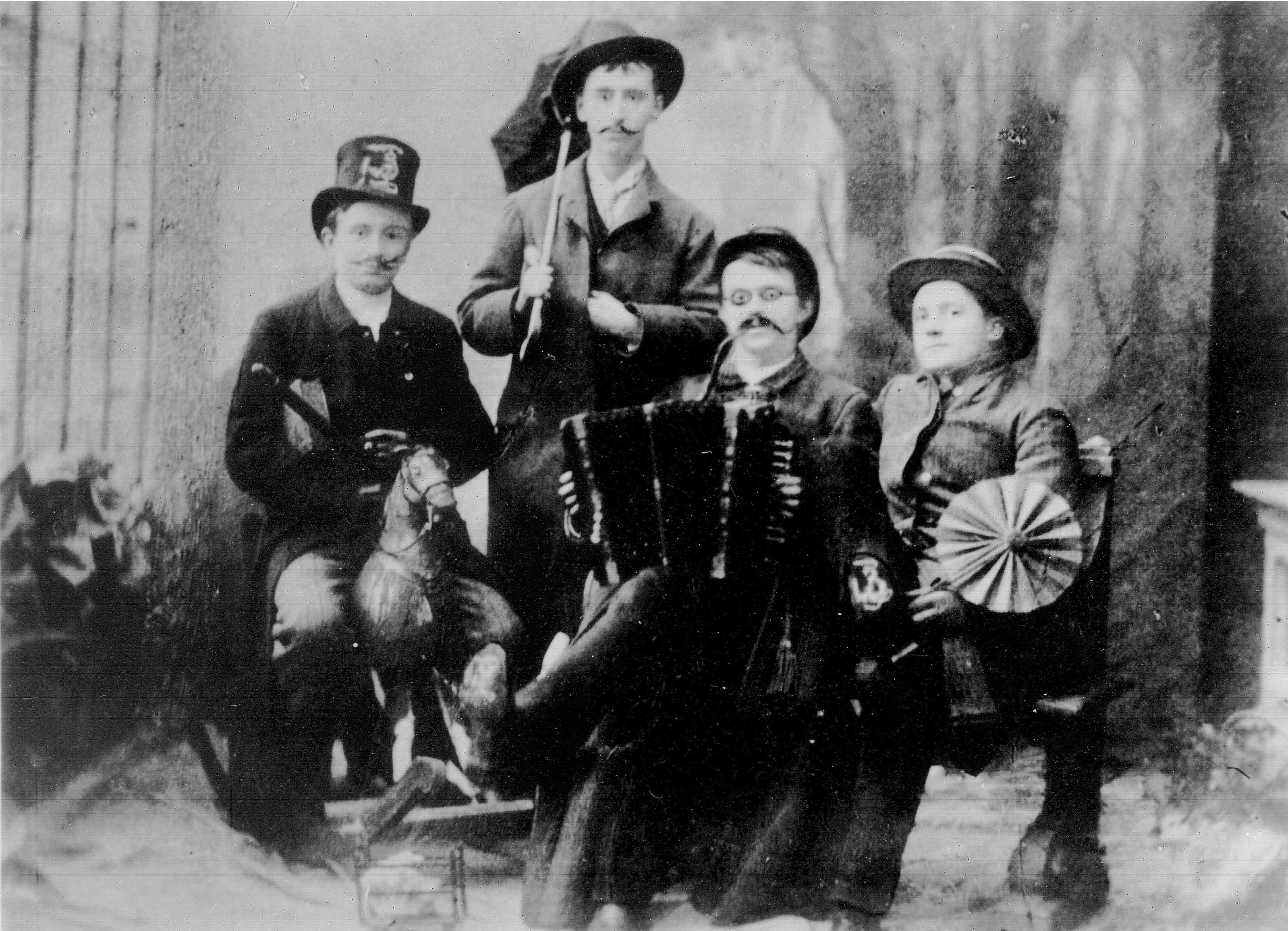
Die Gründungsburschen der akademischen Tischgesellschaft, 1891

Am 16. November 1891 gründete sich an der Universität Karlsruhe die akademische Tischgesellschaft Lumpia mit den Farben grau-weiß-braun. Zunächst als humoristische Anspielung auf Studentenverbindungen gegründet, nahm sie im Jahre 1900 den Namen Libertas an und trug ab 1905 Couleur und schaffte sich eigene Waffen an. Die Libertas vereinigte sich im Jahre 1907 mit der Akademischen Verbindung Hansea zur Landsmannschaft Hansea, behielt aber die ursprünglichen Lumpenfarben bei. Von 1908 bis 1919 gehörte Hansea dem Allgemeinen Landsmannschafter Convent auf der Marksburg (ALC) an, trat dann jedoch der Deutschen Landsmannschaft (DL) bei.
Am 9. November 1924 siedelte sie dann mit den neuen Farben stahlblau-weiß-weinrot nach München über, wo sie 1936 ebenfalls verboten wurde und den Couleurbetrieb einstellen musste.

### Schyria

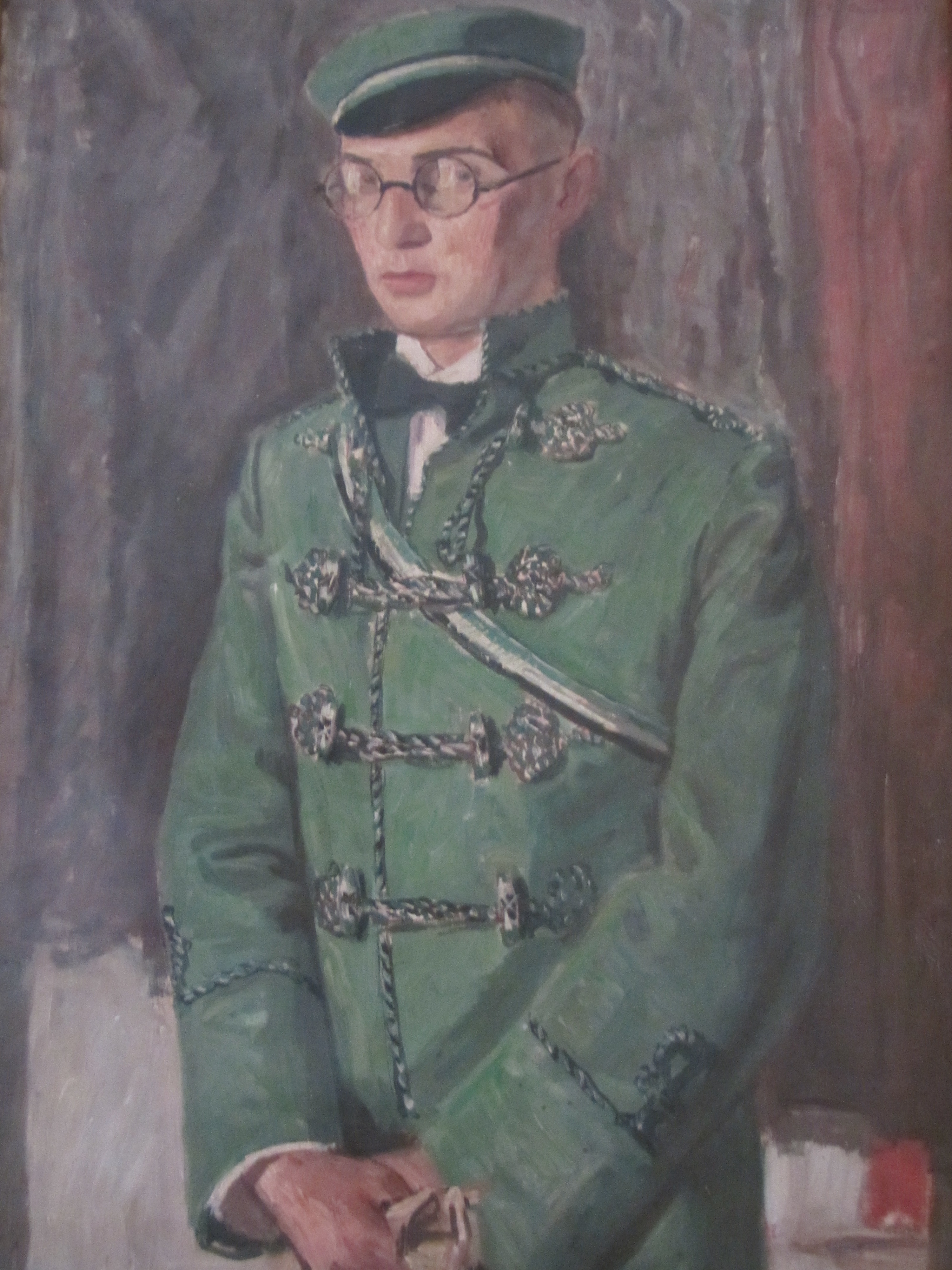
Angehöriger der Landsmannschaft Schyria in Kneipjacke, gemalt von Ludwig Maurer-Franken (1932)

Am 4. November 1896 meldete sich an der Ludwig-Maximilians-Universität München die „Süddeutsche Studentenverbindung“ an, die aus dem erst kurz zuvor gegründeten Kneipverband Algovia hervorging. Noch im selben Semester wurden die Farben Grün-Silber-Schwarz getragen, zudem wurde die Bestimmungsmensur eingeführt und der Name „Süddeutsche Studentenverbindung Schyria“ angenommen. Der Name Schyria leitet sich von dem Stammschloss der Wittelsbacher in Scheyern ab. Ab dem Sommer 1899 nahm Schyria den Zusatz „Freie Landsmannschaft“ in ihren Namen auf und wurde am 25. Mai 1910 in den Coburger Landsmannschaften Convent (CLC) aufgenommen. Während des Ersten Weltkrieges musste Schyria auf Grund fehlender Mitglieder den Couleurbetrieb einstellen, nahm diesen jedoch nach Kriegsende wieder auf. Bereits im Herbst 1935 verhandelte Schyria mit Hansea über eine Fusion, die allerdings von der Deutschen Landsmannschaft abgelehnt wurde. Im Sommer 1936 löste sich auch die aktive Landsmannschaft Schyria zwangsweise auf.

### Kameradschaft Hochberg
Nach dem Verbot der Studentenverbindungen im Jahre 1936 wurden viele Korporationen enteignet oder mussten ihre Häuser verkaufen. Um ihr Vermögen zu retten und gleichzeitig die alten Traditionen wahren zu können, schlossen sich viele Verbindungen zu so genannten Kameradschaften im Nationalsozialistischen deutschen Studentenbund (NSDStB) zusammen. In diesen konnte verdeckt das von den Nationalsozialisten geächtete Conventsprinzip und das Tragen von Farben weitergelebt werden. Die Altherrenverbände der Landsmannschaften Hannovera auf dem Wels, Hansea und Schyria schlossen sich in dem Zusammenhang zur Kameradschaft Hochberg zusammen, die bis zum Ende des Zweiten Weltkrieges Bestand hatte.

### Hansea auf dem Wels

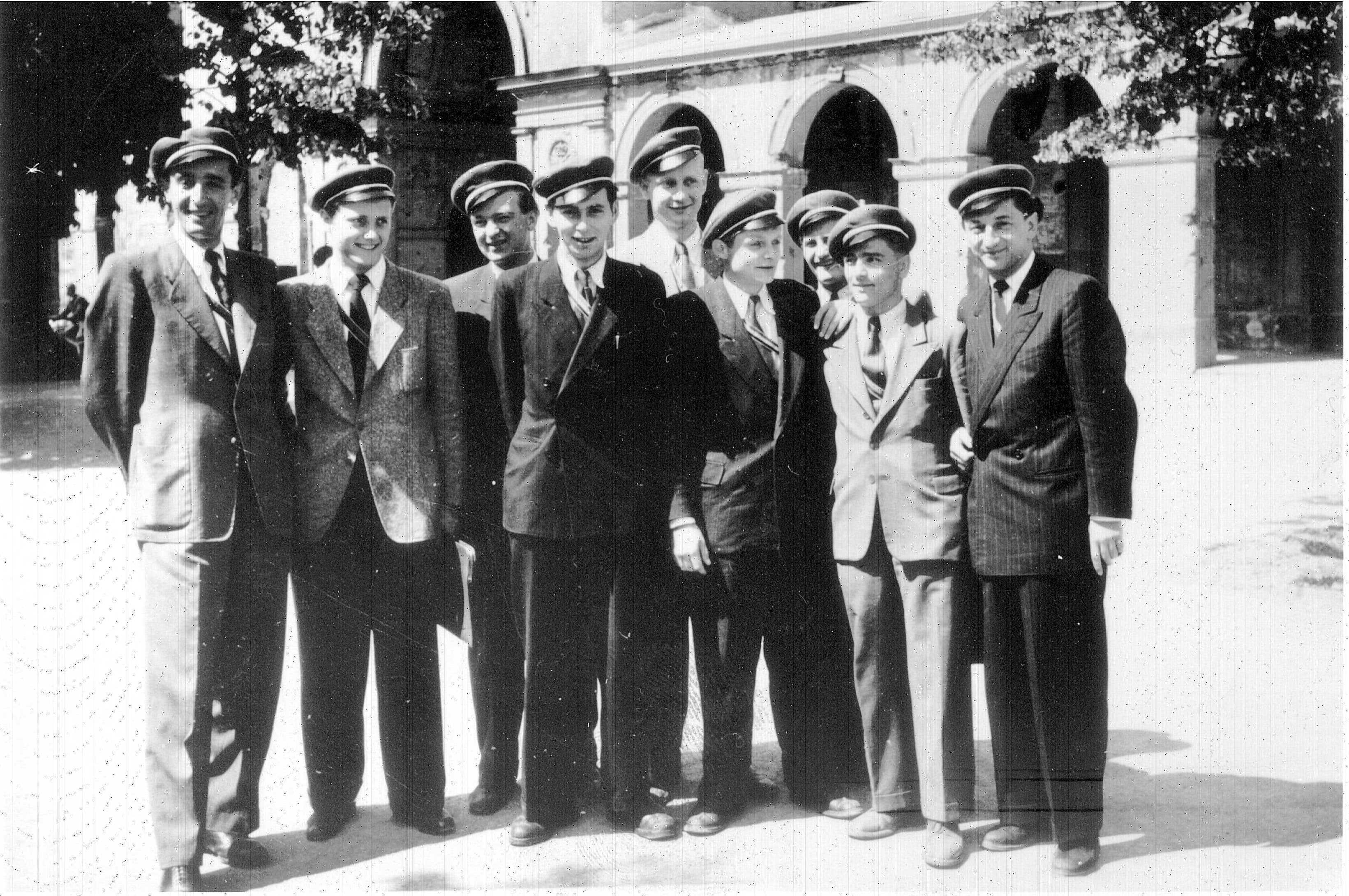
Erster Couleurbummel nach dem Zweiten Weltkrieg, 1952

Nach der Aufhebung des von der alliierten Militärregierung ausgesprochenen generellen Verbots von Studentenverbindungen im Jahre 1950 gründete sich am 3. Februar 1951 die Landsmannschaft Hansea auf dem Wels neu und trat dem Coburger Convent der Landsmannschaften und Turnerschaften (CC) bei.
Am 7. Dezember 1952 wurde die Altherrenschaft der vertagten Landsmannschaft Saxo-Borussia zu Leipzig in die als Patenlandsmannschaft fungierende Hansea auf dem Wels aufgenommen.
1990/91 übernahm Hansea auf dem Wels das Präsidium im Coburger Convent und konnte die rekonstituierten Bünde aus der ehemaligen DDR zurück im Verband begrüßen.

## Couleur, Wahlspruch, Wappen

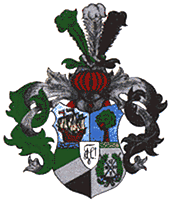
Das Wappen der Landsmannschaft im CC Hansea auf dem Wels

Die Landsmannschaft Hansea auf dem Wels trägt die Farben Grün-Silber-Schwarz mit silberner Perkussion. Dazu wird eine grüne Mütze im mittleren Tellerformat getragen. Die Füxe tragen ein grün-schwarzes Band mit silberner Perkussion. Der Wahlspruch lautet Ehre – Freundschaft – Vaterland.
Das Wappen ist geviert und mit einem Herzschild belegt, der auf weißem Grund den schwarzen Zirkel trägt.
Das rechte obere Feld (vom Träger aus gesehen) zeigt im Bezug auf die ehemalige Hansea eine Kogge mit weißen Segeln auf blauem Grund. Vom Mastbaum wehen die Fahnen des neubegründeten Bundes Grün-Silber-Schwarz. Die Bugfahne enthält die Farben Weiß-Rot-Weiß der alten Hanse, wohingegen die am Heck angebrachte grüne Fahne für die Freiheit der Meere steht.
Das linke obere Viertel weist mit der Welslinde auf Hannovera auf dem Wels hin, geziert wird es von dem rot-schwarzen Schild der Märker, die als erste der Norddeutschen Studentenvereinigung zwischen 1798 und 1806 auf dem Wels tagten.
Das rechte untere Feld zeigt die Farben Grün-Silber-Schwarz, die von der Landsmannschaft Schyria übernommen wurden.
Das linke untere Feld zeigt auf silbernem Grund das Bundeszeichen. Es enthält einen oben offenen grünen Eichenlaubkranz, der unten eine grün-silber-schwarze Schleife aufweist. Der Kranz gilt als Zeichen ewiger Freundschaft, die darüber gekreuzten Korbschläger stehen für das Mensurprinzip und (ehemals) unbedingte Satisfaktion. In dem von den Klingen der Schläger gebildeten Winkeln erscheint das Gründungsdatum 17. Juli 1853.
Auf dem Schild sitzt ein Bügelhelm mit rotem Futter. Auf ihm ruht ein Wulst in den Bundesfarben mit drei Straußenfedern in jeweils grün, silber und schwarz.

## Freundschaftsverhältnisse
Die Landsmannschaft Hansea auf dem Wels unterhält Freundschaftsverhältnisse zur
- Landsmannschaft Gottinga Göttingen
- Landsmannschaft Vitebergia Halle

## Hanseatenhaus

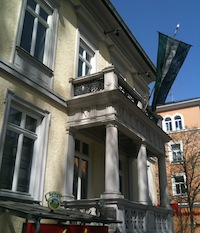
Außenansicht des Hanseatenhauses

1881 von dem Architekten Matthias Berger erbaut, ist das Verbindungshaus der Hansea auf dem Wels nach dem Siegestor das älteste noch existente Baudenkmal an der Leopoldstraße in München-Schwabing. Die linke Haushälfte war ursprünglich im Besitz der Landsmannschaft Schyria, ging nach dem Verbot der Studentenverbindungen in Deutschland jedoch verloren und konnte nicht zurückerlangt werden. Die rechte Haushälfte dagegen gehörte der Landsmannschaft Hansea und ist noch heute im Besitz der Landsmannschaft Hansea auf dem Wels.

## Bekannte Mitglieder
- Theodor Hermann Pantenius (1843–1915), deutsch-baltischer Schriftsteller und Redakteur
- Wilhelm Ellenberger (1848–1929), Professor für Veterinärmedizin an der Tierärztlichen Hochschule Dresden, Königlich Sächsischer Geheimrat, Rektor der Hochschule und Namensgeber des Nachwuchsförderpreises der veterinärmedizinischen Fakultät Leipzig
- Ernst Haack (1850–1945), lutherischer Theologe, Geheimer Oberkirchenrat
- Oskar Röder (1862–1954), Veterinärmediziner, Namensgeber der Oskar-Röder-Ehrenplakette
- Hermann Baum (1864–1932), Mitbegründer der modernen Veterinäranatomie
- Paul Rühlmann (1875–1933), Geschichtslehrer, Ministerialbeamter und Schulbuchautor
- Hans Brand (1879–1959), Geologe und Bergbauingenieur, Entdecker der Teufelshöhle bei Pottenstein
- Julius Karl Mayr (1888–1965), Dermatologe und Hochschullehrer
- Richard Götze (1890–1955),  Professor der Veterinärmedizin und Rektor Tierärztliche Hochschule Hannover
- Martin Hebner (1959–2021), Informatiker und Mitglied des Bundestages (AfD)
- Arthur Heitschmidt (1893–1963), FDP/DPS-Politiker und saarländischer Minister für Finanzen und Forsten (1961–1963)
- Friedrich Thieding (1893–1967), Arzt, Präsident des Hartmannbundes (1949–1959)
- Rudolf Wetzel (1895–1983), Professor der Veterinärmedizin
- Walter Linse (1903–1953), Jurist, 1952 in Ost-Berlin durch das Ministerium für Staatssicherheit entführt und 1953 in Moskau exekutiert
- Paul Rohloff (1912–2000), Präsident des Landtages von Schleswig-Holstein (1964–1971)
- Otto Benesch (1913–2002), Jurist und Verwaltungsbeamter, Präsident der Landesrechnungshofs Nordrhein-Westfalen (1971–1978)
- Hanno Schulze (1938–1987), Ministerialrat, Professor Dr. med. vet. et Dr. jur., Honorarprofessor an der LMU München, Direktor des Robert-von-Ostertag-Instituts beim Bundesgesundheitsamt Berlin
- Erwin Tochtermann (1930–2023), Journalist und Publizist